# Besigheim
Besigheim är en stad i Landkreis Ludwigsburg i regionen Stuttgart i Regierungsbezirk Stuttgart i förbundslandet Baden-Württemberg i Tyskland.
Staden ingår i kommunalförbundet Besigheim tillsammans med kommunerna Freudental, Gemmrigheim, Hessigheim, Löchgau, Mundelsheim och Walheim.